# Manoir des Évêques de Lisieux
Le manoir des Évêques de Lisieux est une demeure, dont les origines remontent au XIIIe siècle, qui se dressent sur le territoire de la commune française de Canapville dans le département du Calvados en région Normandie. L'édifice est totalement protégé au titre des monuments historiques.

## Localisation
Le manoir des Évêques se dresse au cœur de la vallée de la Touques, jouxtant l'église Saint-Sulpice, à l'entrée du bourg de Canapville à l'est du département du Calvados, dans la région naturelle du pays d'Auge. Son domaine borde la route départementale 677 qui relie Pont-l'Évêque à Deauville ainsi que la voie ferrée de la ligne de Lisieux à Trouville - Deauville.

## Historique

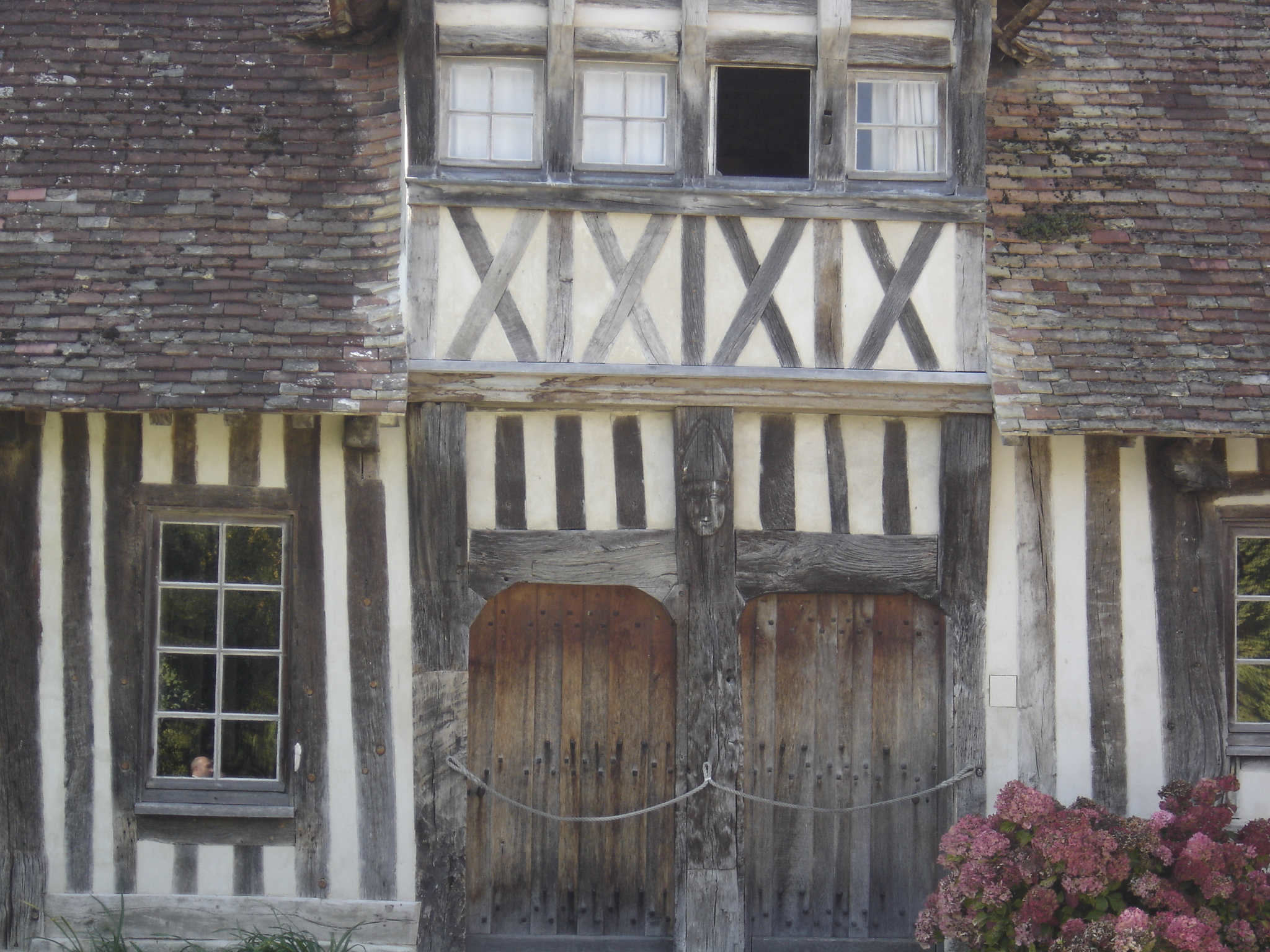
L'ancienne maison du fermier avec la tête d'un évêque sculptée sur le poteau séparant les portes jumelées.

Le manoir daterait probablement du XIIIe siècle.
Selon Philippe Déterville, il a certainement été, depuis cette époque jusqu'au dernier quart du XIVe siècle, une résidence des évêques comtes de Lisieux, ce qui expliquerait l'origine de son nom et la présence de la tête d'un évêque sculptée,. Toutefois, Jean-Marie Pérouse de Montclos évoque une possible confusion avec la paroisse de Canapville dans l'Orne où les évêques de Lisieux possédaient un domaine. Il avance l'hypothèse que l'édifice a été construit pour Loys Despassam, chargé en 1418 par le roi d'Angleterre d'administrer les revenus de l'évêché de Lisieux.
La première mention attestée du manoir provient d'un acte de vente passé le 8 avril 1448 entre Benoît (Benest) de Launoy et Guillaume de Berteville. Celui-ci acquiert « une franche vavassorerie avec l'hostel, la cousture dauprès ledit hostel » pour 260 livres tournois.
Le 19 avril 1450, le manoir et ses dépendances sont revendus à Jehan de Fossey, « maître es arts et bachelier en laye » pour 300 livres tournois. Durant les deux siècles qui suivent, il reste au sein de la famille de Fossey, laquelle procède à de nombreux travaux dont notamment la réalisation de toutes les parties en pans de bois. Ainsi, après jean, le domaine revient à son frère Estienne. Ensuite, il passe successivement d'Estienne à son fils Jean, puis au propre fils de celui-ci, Pierre ; lequel le lègue également à son propre fils, Jacques. Ce dernier contribue à développer et à agrandir le domaine ; œuvre que son fils Daniel poursuit.
Le domaine revient ensuite au fils de Daniel, Jean, lequel décède en 1660 en ne laissant qu'un fils, Henri. Ce dernier, en mourant en 1677 sans descendance, laisse s'éteindre cette branche de la famille du Fossey. Il laisse comme seuls héritiers ses sœurs : Esther, épouse de Louis le Cloustier, sieur de Bouthemont ; Catherine, épouse d'Isaac de Varignon, sieur de Grées ; Judith, épouse de Nicolas de Carel, sieur de Cresseveuilles ; et, enfin, Jeanne. Les quatre sœurs trouvent un compromis pour le règlement de leurs droits dans la succession d'Henri du Fossey, grâce à l'arbitrage de Daniel de Bras de Fer, sieur de Fontenelle, et du sieur de Prétot. Toutefois, ce compromis demeure fragile et les neveux de Henri du Fossey ne cessent de se partager et se repartager la succession de leur oncle. La situation se stabilise lorsque le domaine de Canapville est attribué pour une partie aux sieurs et demoiselle de Mathan, descendants de Catherine du Fossey, dame de Varignon, et, pour l'autre partie, à Nicolas-François de Costart, seigneur de la Chapelle et patron de Mery, descendant de Judith du Fossey, dame de Carel et de Cresseveuilles.
En décembre 1738, Gabriel-Auguste de Mathan et Joseph de Mathan cèdent le domaine à Nicolas-François de Costart. Depuis lors, ce domaine est passé successivement par héritages, partages et rachats entre cohéritiers, dans les familles de Tesson, Subtil de Franqueville et Le Courtois du Manoir. Il appartient maintenant à Charles-Gaston Le Courtois du Manoir, treizième descendant d'Estienne du Fossey, frère de Jean du Fossey, l'acquéreur primitif de 1450.
Le manoir a été utilisé comme ferme jusque dans les années 1950[réf. nécessaire].
Le manoir était en 1998 la possession de M. et Mme Saint-Loubert-Lié.

## Description
Le site se présente sous la forme d'une enceinte polygonale dont l'un des côtés est occupé par un logis en colombage.
Du manoir d'origine datant du XIIIe siècle, il ne subsiste que l'ancrage en pierre qui réunit la tour d'escalier octogonale en bel appareil calcaire, accolée  au corps de maçonnerie dans lequel se trouvent trois cheminées,.
Au début du XVe siècle, de part et d'autre de cet ensemble en pierre, sont édifiées deux bâtisses en pans de bois.
Celle de droite contient un cellier, un pressoir à cidre avec son tour à piler et sa presse à longue étreinte ainsi qu'un grenier à pommes. Elle se distingue par une avancée en colombages surmontée d'un toit à deux versants qui protège une porte d'accès à la cave. Entre cette avancée et la tour d'escalier, sur une base de pierre, la façade présente un damier rose et blanc remarquable. Sa toiture est coiffée de deux lucarnes : l'une, haute et large, est disposée en encorbellement tandis que l'autre est plus petite et plus discrète.
Celle de gauche, réalisée entièrement en colombages, correspond au logis seigneurial.
Une troisième bâtisse, l'ancienne maison du fermier, a été construite dans le prolongement du logis seigneurial, mais selon un angle oblique. Réalisée en colombages, elle présente une façade symétrique. Le poteau d'huisserie entre les deux portes jumelées porte une tête d'évêque sculptée dans le bois. Aujourd'hui, cette maison abrite une collection de porcelaines chinoises bleues et blanches des époques Ming et Qing,.
Enfin, face au manoir, des écuries ont été construites au XVIIIe siècle. Elles sont désormais une salle d'accueil et d'exposition permanentes d'objets d'Extrême-Orient.

## Protection
Au titre des monuments historiques :
- les deux logis en totalité, y compris le bâtiment attenant à usage de pressoir sont classés par arrêté du 2 novembre 2004 ;
- les communs en totalité, y compris le portail et le mur de clôture, ainsi que les sols d'assiette sont inscrits par arrêté du 2 novembre 2004.

À noter qu'un précédent classement par arrêté du 23 mars 1949 (façades et toitures des deux bâtiments situés au nord-ouest de la cour d'entrée) a été annulé.